# Église romano-catholique de Roumanie
L'Église romano-catholique de Roumanie, formée de fidèles appartenant à des diocèses de rite latin est une des deux composantes du catholicisme en Roumanie avec l'Église grecque-catholique roumaine, église sui iuris, de rite byzantin, unie à Rome.

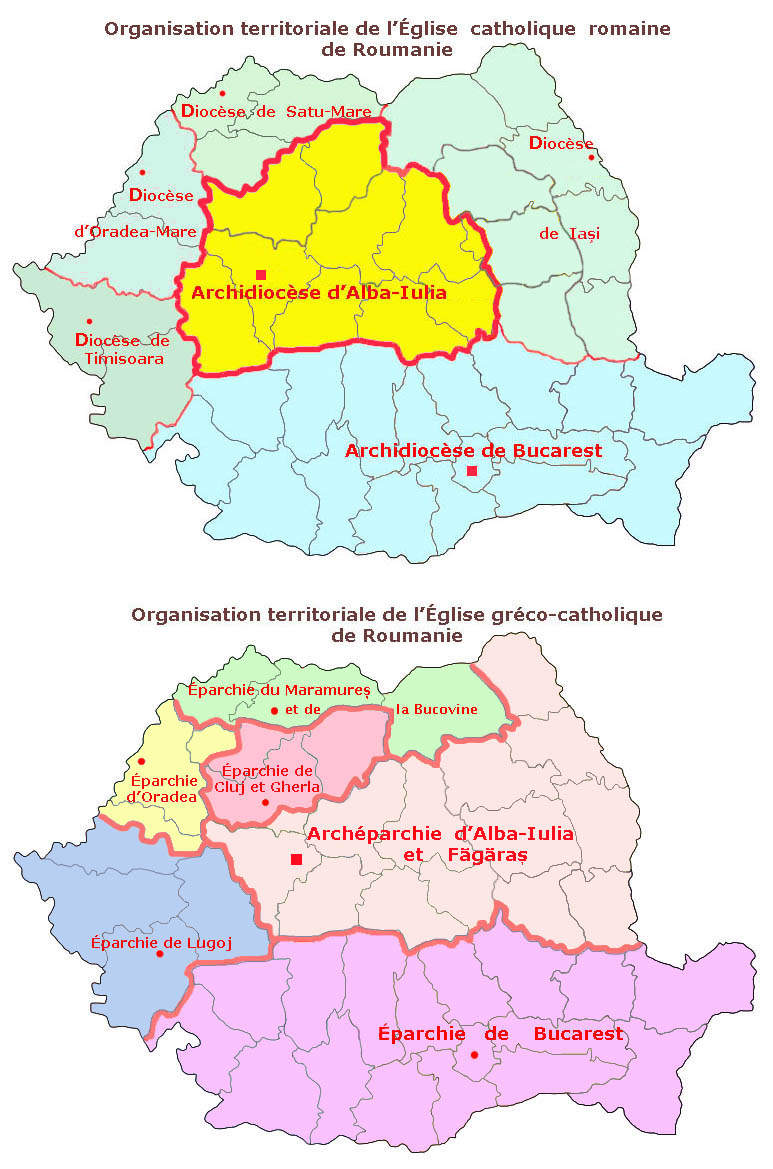
Cartes des diocèses romano-catholiques (en haut) et greco-catholiques (en bas) en Roumanie.

## Organisation
L'Église latine en Roumanie compte deux provinces ecclésiastiques :

### Archidiocèse métropolitain de Bucarest
(en roumain : Arhiepiscopia Romano-Catolică de București)
- Diocèse d'Iaşi (de)
- Diocèse d'Oradea Mare
- Diocèse de Satu Mare
- Diocèse de Timișoara

### Archidiocèse d'Alba Iulia
(en hongrois : Gyulafehérvári Római Katolikus Érsekség, en roumain : Arhiepiscopia Romano-Catolică de Alba Iulia)
L'archevêché d'Alba Iulia dépend directement du Saint-Siège.

## Démographie
Selon le recensement de la population de 2011, 870 744 citoyens roumains déclarent être de confession romano-catholique, parmi eux, 57,5 %  de Hongrois, 34,4 % de Roumains, 2,5 % d'Allemands, 2,4 % de Roms et 1 % de Slovaques.